# Jaime de Nevares
Jaime Francisco de Nevares S.D.B. (Buenos Aires; 29 de enero de 1915 - Neuquén; 19 de mayo de 1995) fue un prelado católico argentino, obispo emérito de la diócesis de Neuquén. Su trabajo como sacerdote y, más particularmente, su accionar episcopal se centró en el ejercicio de la justicia y de la defensa de los derechos constitucionales durante las convulsionadas décadas de 1960, 1970 y 1980. Padre conciliar en el Concilio Vaticano II, defensor de las huelgas obreras (en el Chocón) a fines de la década de 1960, fundador de la Asamblea Permanente por los Derechos Humanos y a posteriori del  Movimiento Ecuménico por los Derechos Humanos en plena dictadura del Proceso de Reorganización Nacional, miembro de la CONADEP durante 1983 y 1984, y convencional constituyente para la Reforma de la Constitución Argentina de 1994, el trabajo de Jaime de Nevares lo posicionó como un referente ético, tanto para los católicos como para otros actores sociales.

## Primeros años, juventud y sacerdocio
Jaime Francisco de Nevares nació el 29 de enero de 1915 en la ciudad de Buenos Aires, en el seno de una familia de la alta sociedad. De joven, terminó sus estudios secundarios en el colegio Champagnat, donde fue premiado con la medalla de oro al mejor bachiller. Su ingreso a la Conferencia Vicentina en el colegio Champagnat, junto con la influencia de su bisabuelo Alejo María de Nevares Tres Palacios, determinó su temprana opción por los pobres, los marginados y los trabajadores. En abril de 1940 obtuvo el grado de abogado en la Universidad de Buenos Aires. 
Según la carta mortuoria escrita por el P. Inspector Hipperdinger, De Nevares a fines de 1943, con 27 años, llega al seminario de Fortín Mercedes. En 1944 comienza a estudiar latín y se desempeña como maestro de cuarto grado. En 1945 está ya en el Noviciado y en 1946 se consagra a Dios en una vida pobre, casta y obediente al servicio de los jóvenes pobres. Entre los años 1946 y 1947 prosigue con mayor intensidad su formación apostólica salesiana. Llega así a la última etapa de formación: los 4 años de Teología, cursada en el “Instituto Internacional Salesiano de Teología” de Córdoba. Fue ordenado sacerdote el 25 de noviembre de 1951.
Ya sacerdote, fue designado en la dirección del colegio salesiano «La Piedad» en Bahía Blanca, y en la dirección del estudiantado filosófico y noviciado de los salesianos en Viedma.
En junio de 1955, en el marco del ambiente político enrarecido previo al derrocamiento del presidente Juan Domingo Perón, las casas de la Inspectoría Salesiana de la Patagonia Septentrional «San Francisco Javier» en Bahía Blanca fueron objeto de represión, según lo narra la Crónica sucinta de los acontecimientos del mes de junio de 1955, presente en el archivo histórico de la inspectoría. Los sacerdotes del colegio Don Bosco de Bahía Blanca que fueron a parar, después de diversas peripecias, a la cárcel de dicha ciudad, comentan: «Allí nos encontramos con otros sacerdotes de Bahía. En total éramos 38 sacerdotes». Entre ellos figuran el arzobispo Germiniano Esorto, monseñor Fabi, vicario general de la diócesis, y el secretario Jorge Mayer. Entre los salesianos encarcelados estaba Jaime de Nevares.

## Obispo

### Período 1961-1976
El 12 de junio de 1961, Juan XXIII lo designó obispo de la flamante diócesis de Neuquén, creada el 10 de abril de ese año. Su ordenación episcopal tuvo lugar el 20 de agosto de 1961, oficiando de principal consagrador Carlos Mariano Pérez Eslava S.D.B., por entonces obispo de la diócesis de Comodoro Rivadavia y más tarde arzobispo de la diócesis de Salta. La misma fue realizada en la Basílica de María Auxiliadora de Buenos Aires eligiendo como lema episcopal el mismo que había elegido como sacerdote “El amor de Cristo nos apremia”.
Jaime de Nevares participó como padre conciliar en las cuatro sesiones del Concilio Vaticano II, alineado con las tendencias renovadoras o «progresistas». Siempre dijo y repitió que él había aprendido a ser Obispo y Pastor en el Concilio: ‘sirvió de curso acelerado de preparación al ejercicio de Pastor’. En 1968, tomó parte en la II Conferencia General del Episcopado Latinoamericano que se desarrolló en Medellín, Colombia y que fue clave en la pastoral católica de América Latina. Según su secretario Juan San Sebastián la encíclica que para De Nevares marcó los tiempos posconciliares fue la Encíclica Populorum Progressio (1967), de la que hizo imprimir 30 000 ejemplares que repartió en la diócesis.
Una de sus actuaciones emblemáticas fue su intervención en la protesta de los obreros por las condiciones laborales a los que fueron sometidos los trabajadores durante la construcción de la represa El Chocón, entre 1969 y 1971. Fue llamado el «obispo del choconazo». El presidente de facto, general Alejandro Agustín Lanusse recurrió al vicario general del ejército Victorio Bonamín, quien envió un capellán militar para que bendijera la capilla de El Chocón, quitándola de la jurisdicción del Obispo de Nevares y poniéndola bajo la órbita del Vicariato castrense. De Nevares se había negado a bendeciera hasta que no fueran repuestos los obreros en sus puestos de trabajo, se liberaran a los dirigentes gremiales y al Padre Pascual Rodríguez y se quitaran los nombres de “listas negras” para que no fueran empleados en obras.
El 17 de agosto de 1971 el Obispo de Nevares y el presbiterio emitieron una declaración por la que decidieron mantenerse “independientes en nuestra tarea de hombres de Iglesia. Por ello estaremos presentes junto al pueblo y apoyaremos toda iniciativa que se dirija al bien de todos. Pero estaremos ausentes de los lugares de privilegio que insinúen una adhesión a una situación que no refleja el sentir del pueblo; por ejemplo, de los palcos en los actos oficiales".

### Período 1976-1983
Durante los primeros meses posteriores al golpe de Estado en Argentina de 1976, De Nevares, junto con otros obispos como Miguel Hesayne, Justo Laguna, Alfredo Mario Espósito Castro y Jorge Novak, instaron a las autoridades de la Conferencia Episcopal Argentina para que se emitieran documentos firmados por Raúl Primatesta, Juan Carlos Aramburu y Vicente Faustino Zazpe que repudiaran las acciones de la Junta Militar.
Jaime de Nevares adhirió a la Iglesia al Equipo Diocesano de Pastoral Aborigen y creó las áreas pastorales de Pastoral aborigen, Migraciones, Carcelaría y Pastoral Social. Durante la dictadura autodenominada Proceso de Reorganización Nacional en los años 1976-1983, fundó con dirigentes nacionales y autoridades de iglesias hermanas la Asamblea Permanente por los Derechos Humanos con filial en Neuquén
y a posteriori el Movimiento Ecuménico por los Derechos Humanos Archivado el 28 de junio de 2018 en Wayback Machine.. Su secretario Juan San Sebastián enumera algunos de los movimientos en Defensa de los Derechos Humanos: APDH,MEDH (Movimiento ecuménico por los Derechos Humanos), los 100 para Seguir Viviendo; los muchachos del FOSMO contra el servicio militar obligatorio, el Servicio Pastoral para la Comunicación (SERPAC) y acompañó a las Madres y Abuelas de Plaza de Mayo y fue parte de la CONADEP.

Enterado de que la esposa del ex dictador de facto Jorge Rafael Videla estaba en Neuquén y que visitaría la Catedral, Don Jaime hizo posta en la puerta para esperarla. Deseaba ardientemente poder hablar con la Junta militar para pedir por los desaparecidos y los campos de concentración. Cuando ésta llegó la acompañó al interior de la catedral y a la salida le dijo: "Señora, hay muchas madres que no saben dónde están sus hijos...". A lo que ella respondió: "Yo sé donde están mis hijos". Don Jaime le dijo: "Creí que hablaba con una madre", y se dio vuelta para irse. La señora de Videla le dijo:"Monseñor...". El se dio vuelta y le dijo: "Ahora es tarde señora". Y se fue.
Juan San Sebastián

Dedicó su apostolado con particular atención a los sectores más necesitados y abandonados, y su compromiso con la defensa de los derechos humanos fue proverbial. Junto con Jorge Novak (primer obispo de la diócesis de Quilmes), Miguel Hesayne (obispo emérito de la diócesis de Viedma), Vicente Faustino Zazpe (arzobispo de la diócesis de Santa Fe), Alberto Pascual Devoto (obispo de la diócesis de Goya), Enrique Angelelli (obispo de la diócesis de La Rioja) y Carlos Horacio Ponce de León (obispo de la diócesis de San Nicolás de los Arroyos), constituyó el grupo de obispos que se enfrentó con la dictadura militar iniciada en la Argentina en 1976, conocida como Proceso de Reorganización Nacional y denunció más enérgicamente las violaciones a la dignidad humana por ella realizadas. Se comprometió directamente con la muerte de Monseñor Angelelli hablando abiertamente de su asesinato y martirio, como de tantos otros sacerdotes, religiosos, religiosas, laicos y laicas de su diócesis y de toda la Argentina. Junto con Novak y Hesayne, constituyó la línea más enérgica y radical del progresismo postconciliar.
Su cuestionamiento al Proceso y su compromiso popular le generó un progresivo aislamiento respecto de los círculos de tomas de decisión de la Conferencia Episcopal Argentina, que tuvo como presidentes rotativos a los cardenales Juan Carlos Aramburu y Raúl Primatesta. Tampoco tuvo acceso al Consejo Episcopal Latinoamericano, donde el cardenal Antonio Quarracino tenía influencia. En la reunión del CELAM de principios de 1979, no formaron parte de la delegación de los episcopados latinoamericanos ni De Nevares, ni Novak, ni Hesayne. No estuvo en Puebla porque no fue elegido por la mayoría del Episcopado argentino pero de Nevares decidió que esos documentos se trabajaran en la diócesis, incluso el salesiano Ernesto Szanto hizo un libro llamados “Talleres de Puebla”.

### Período 1983-1995
Se desempeñó como miembro de la CONADEP durante los años 1983 y 1984. El 9 de abril de 1984, de Nevares señaló: "Es necesario un examen de conciencia de la Iglesia argentina en relación con su actitud durante la dictadura militar".
El 24 de diciembre de 1986 se promulgó la ley 23.492 de Punto Final que establecía la caducidad de la acción penal contra los imputados como autores penalmente responsables de haber cometido el delito complejo de desaparición forzada de personas durante la dictadura militar del Proceso de Reorganización Nacional (1976–1983). Desde el episcopado se apoyó la medida: «Para la Patria, en este momento, es necesario un espíritu profundo de reconciliación y no hay muchas confesiones públicas que hacer. La Iglesia no quiere confesiones individuales, sino la reconciliación que al mismo tiempo implica reconocimiento de las propias debilidades como comunidad y una profunda esperanza en el amor de Dios que une a los hombres» (14 de diciembre de 1986). Pero Jaime de Nevares se diferenció:

Aprobar este proyecto, significará convivir con los criminales. Con esta mafia, con el poder de la fuerza, ¿qué será del país?
Jaime de Nevares, Río Negro, 11 de diciembre de 1986

También se pronunció contra la Ley de Obediencia Debida en 1988 y  el indulto en 1989, a través de reportajes y de homilías. “En estos días se ha hablado de reconciliación, también se ha hablado de diálogo. Y esto, obispos bien intencionados, pero yo creo que es muy necesario aclarar que el diálogo no es tal cuando uno está apuntado por una punta de un fusil. Eso no es diálogo y esa es la manera en que se está realizando actualmente la relación del poder militar con el resto del país. Y en cuanto a la reconciliación no puede ser el: ‘bueno, aquí no pasó nada’, porque pasó algo. Y no puede ser que diez años de crímenes, se borren, ni que haya una ley, ni que hayan todas las leyes y decretos que puedan emitir el Poder Legislativo y el Poder Ejecutivo. No barrarán, porque eso no se borra de la memoria, ni se borra del cuerpo social del país que lo ha sufrido en carne propia”. Reportaje a Don Jaime de Nevares en Radio Comunidad de Neuquén,19/12/1988 en Centro Nueva Tierra. Jaime de Nevares, Obispo de Neuquén. La verdad nos hará libres, BA,1990, p.162-163. En la Homilía pronunciada el 20 de agosto de 1989, dijo que “no hay paz sin justicia y no hay justicia en la impunidad. La impunidad trae el debilitamiento de las instituciones y ese debilitamiento abre las puertas a la dictadura. De donde claramente se deduce, hermanos, que es nuestro deber de cristianos y de argentinos, de patriotas, convocarnos para luchar contra una infame claudicación llamada indulto”.
En agosto de 1991 fue declarado obispo emérito al tiempo que el salesiano Agustín Roberto Radrizzani, lo sucedía en el obispado de la diócesis de Neuquén. De Nevares retiró a una humilde casa cerca de la parroquia de San Cayetano, sita en Parque Industrial, barrio que ahora lleva su nombre luego de su fallecimiento.
El 10 de abril de 1994 fue elegido convencional constituyente para la Reforma de la Constitución Argentina de 1994 por mayoría absoluta en la Provincia del Neuquén, pero Advirtiendo que renunciaría si se votaba sobre lo acordado en el Pacto de Olivos entre Carlos Menem y Raúl Alfonsín, sin votar en los puntos en particular limitándose al “paquete cerrado”. Renunció a dicho cargo haciendo severas denuncias contra la convención.

Su discurso el 1º de junio de 1994, se centra en impugnar la forma en que se proponía la reforma constitucional, forma que según él viciaba de nulidad absoluta a la Convención y a sus decisiones. Explicando más ampliamente a qué se refería cuando denunciaba la nulidad de la ley 24.309 de declaración de la necesidad de la reforma constitucional, Don Jaime afirmaba que al dictar esa ley el Congreso había atribuido a sí mismo y al Poder Ejecutivo facultades constitucionales que el artículo 30 de la Constitución Nacional les negaba
Navarro Floria, Pedro

## Su fallecimiento

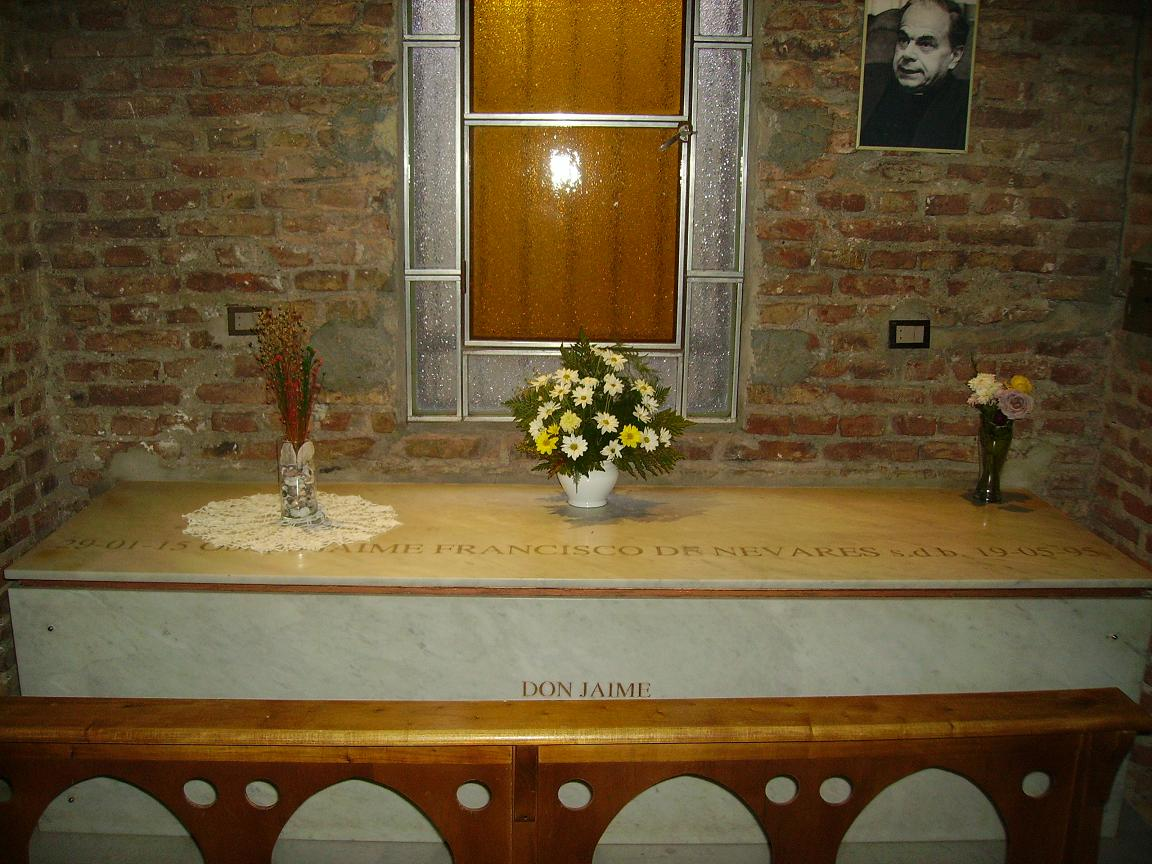
Oratorio frente a la tumba de Don Jaime.

Jaime de Nevares falleció el 19 de mayo de 1995 a las 01.50 h, en la ciudad de Neuquén, tras una larga enfermedad. Así describe una publicación académica el velatorio:

Poco después del mediodía se abrieron las puertas de la catedral,
delante del altar sobre un catafalco, forrado con una tela púrpura, yacía el cuerpo. Ataviado con el traje y ornamentos episcopales, a su izquierda apoyado sobre el mismo catafalco el báculo, a su derecha extendida una estola tejida con diseños mapuches, a sus pies un pequeño arreglo floral y un puñado de piñones. El traje en su cuerpo era la representación de la autoridad de la Iglesia, de la jerarquía, de la distancia entre los hombres importantes y los otros. Salvo por un detalle, en sus pies en lugar de los zapatos con las hebillas episcopales, llevaba los borceguíes que usaba habitualmente. Los zapatos de andar siempre contrastaban con ese atuendo que no uso casi nunca, pero que sin embargo tenía un sentido profundo; a propósito del traje alguien dijo: "Así es mejor, para que hablen".
De esta manera permaneció exhibido ante una multitud que desfiló frente a sus restos de manera incesante durante dos días. Pasaron por allí todos sin excepción: figuras públicas y gente anónima, dirigentes de la iglesia católica y de las otras iglesias y religiones, el comandante de la sexta brigada y los dirigentes de los organismos de derechos humanos, locales y nacionales, compatriotas y extranjeros, fieles católicos y amigos íntimos, familiares directos, enemigos, indiferentes, etc. Todos estuvieron allí. Hubo abundantes y elocuentes muestras de dolor y emoción, rezos. En la noche del velorio de entre la muchedumbre se abrió paso Samuel, se acercó a la tarima, se colocó el kipá y pronunció un kadish en medio de un profundo silencio que invadía la catedral.
Afuera se escuchaban comentarios, alguien preguntó "¿Por qué tan largo el velorio?", - "hay que darle tiempo a las comunidades que vienen
del interior". En la provincia se decretaron tres días de duelo, y se colocaron las banderas de los edificios públicos a media asta.
Laura Mombello (UBA - Núcleo de Estudios sobre Memoria, IDES); María Andrea Nicoletti (CONICET-Universidad Nacional del Comahue)

La Catedral María Auxiliadora, de estilo neogótico con planta en cruz latina, cuya construcción se iniciara en 1950 y finalizara en 2001 durante su ministerio, alberga la sepultura de este célebre primer obispo de la provincia de Neuquén.

## Premios y distinciones
Jaime de Nevares fue distinguido con diferentes premios, entre los que se cuentan:
- Pehuén de Plata (Gobierno provincial del Neuquén)
- Doctorado Honoris Causa (Universidad Nacional del Comahue)
- Orden Bernardo O'Higgins en el grado de Gran Oficial (Gobierno de Chile)
- Vecino Ilustre de la ciudad del Neuquén (Concejo Deliberante de la Municipalidad del Neuquén)

Asimismo, recibió diferentes distinciones como la de la Sociedad Argentina de Pediatría, del Honorable Senado de la Nación, de la Honorable Legislatura de Neuquén y del Honorable Consejo Deliberante de la ciudad de Buenos Aires.

### Su mayor condecoración
El mejor y más importante premio a su labor pastoral fue el título que le dio la Comunidad de los Huayquillán de Colipilli, nombrándolo el 22 de marzo de 1990 "Peñi" (hermano, en mapuche). El Pergamino escrito a mano donde pasaba de "Huinca" a "Mapuche" decía: "En señal de afecto y gratitud, declaramos a nuestro obispo: "Peñi Jaime de Nevares, Miembro Honorario de la Agrupación Mapuche Huayquillán de Colipilli"
Su anillo episcopal fue hecho por los canillas de Neuquén que paraban a calentarse en invierno en la Casa del Canillita en la esquina del Obispado de Neuquén.

## Citas
La liberación debe realizarse en todos los sectores en que hay opresión: el jurídico, el político, el cultural, el económico y el social.

Esto es comprobación que el Evangelio, el cristianismo, la religiosidad, forzosamente debe influir en la sociedad, en la 'polis', en las estructuras, en las instituciones, en una palabra: en la política.

Dicen que ésta es una Catedral política. ¿Qué entenderán de política? Sólo lo dirán los ignorantes de la fe que profesan, y los que temen que los cambios afecten su situación de privilegio.

## Personalidad
- Un día llegó al Obispado un telegrama de Monseñor José Miguel Medina diciendo más o menos así: "Lamentamos pérdida del Pastor. Oramos por atribulada diócesis". Por alguna mala información Medina pensó que Don Jaime había muerto. De Nevares le contestó inmediatamente: "Obispo Neuquén vivito y coleando. Diócesis sigue aguantando".[3]

- La gente lo detenía permanentemente para saludarlo, pedirle cosas o simplemente abrazarlo. Una vez una mujer le dice: "¿A que usted no sabe quién soy yo?". Y Don Jaime le contesta: "A que no".[3]

- En la Misa concelebrada con Juan Pablo II en plena Guerra de Malvinas en la Catedral de Buenos Aires, todos los Obispos tenían sus mitras puestas lo que impedía a los que estaban atrás ver la ceremonia. Don Jaime, en un latín macarrónico, exclamó en voz alta: "Tolletur Cucuruchum" (Quítense el Cucurucho) lo que causó risas en muchos obispos y molestia en otros.[3]
- "Una tarde del año 1993, Don Jaime me llama por teléfono y me pregunta si yo tenía su libro de la CONADEP. '¡Nunca más!', le dije que no y le pregunté qué había pasado. Lo presté me dijo y ¡Nunca más!". Testimonio de María Andrea Nicoletti.
- Cuando estaba ya internado cercano a su muerte, mientras su secretario Juan San Sebastián y el Obispo Radrizzani se apartaron a hablar en voz baja para no despertarlo, Don Jaime desde su cama dijo “Hablen con el difunto”.[3]
- Cuando llegó a Neuquén se hizo una multicolor foto con los ornamentos episcopales, que De Nevares llamaba risueñamente “chirimbolos”, que se repartió entre la gente. Una buena mujer pidió una diciendo: "¿me da un santito?" A lo que la señora que las repartía le respondió: "Este no es ningún santo, ¡éste es el Obispo!".[5]

## Multimedia
El 28 de septiembre de 1995, los cineastas Marcelo Céspedes y Carmen Guarini estrenaron — luego de seis años de trabajo — la película biográfico-documental Jaime de Nevares, último viaje, sobre los más importantes momentos de la vida del obispo neuquino. Conocido por su valiente defensa de los derechos de los aborígenes, los obreros y los perseguidos políticos, la película es una lectura de sus treinta años de labor — a través de íntimas conversaciones con los realizadores — y de su relación con la gente.

## Monumento en Cutral-Co
Con un monumento se realiza un homenaje en Cutral Co al primer obispo de la Diócesis de Neuquén, Jaime de Nevares. El acto inaugural se realizó el 28 de enero de 2011 en la esquina de las calles Carlos H. Rodríguez y Matorras de la comarca petrolera.
El escultor Aldo Beroisa es el creador del monumento en homenaje a Don Jaime de Nevares. Tiene seis metros de altura y pesa 25 toneladas.
Esta escultura se suma a los santuarios, imágenes y las fiestas religiosas que se concentran en la provincia de Neuquén y que movilizan miles de personas. Los visitantes llegan de distintos puntos de la región y de países vecinos. La oferta en este territorio del “turismo de la fe”, como prefieren llamarlo para no dejar afuera a ninguna religión, se divide entre Junín de los Andes, Las Ovejas, Cutral Co, Centenario y Neuquén capital.